# Tommy Swerdlow
Tom „Tommy“ Swerdlow (* 1962) ist ein US-amerikanischer Filmschauspieler und Drehbuchautor.

## Leben
Swerdlow wurde 1962 geboren und begann seine Karriere als Filmschauspieler in den 1980er Jahren. Zunehmende Bekanntheit erlangte er durch Nebenrollen in Filmen wie Howard – Ein tierischer Held und Mel Brooks’ Spaceballs. Nach seinem Rücktritt von der Schauspielerei startete der US-Amerikaner seine Karriere als Drehbuchautor. Tommy Swerdlow war Mitautor von Spielfilmen wie Cool Runnings – Dabei sein ist alles (1993), Kleine Giganten (1994) und Snowdogs – Acht Helden auf vier Pfoten (2002). Bis 2007 war er heroinabhängig. 2017 gab er mit A Thousand Junkies sein Regiedebüt.

## Filmografie (Auswahl)

### Projekte als Schauspieler
- 1984: CBS Schoolbreak Special (Fernsehserie)
- 1984: Wild Life (The Wild Life)
- 1984: Dreamscape – Höllische Träume (Dreamscape)
- 1985: Was für ein Genie (Real Genius)
- 1986: Tough Cookies (Fernsehserie)
- 1986: Howard – Ein tierischer Held (Howard the Duck)
- 1986: Rowdies (Fernsehfilm)
- 1987: Mel Brooks’ Spaceballs (Spaceballs)
- 1987: Hamburger Hill
- 1988: Sledge Hammer (Fernsehserie)
- 1988: Blueberry Hill
- 1988: Chucky – Die Mörderpuppe (Child’s Play)
- 1995: The Fifteen Minute Hamlet (Kurzfilm)
- 2017: A Thousand Junkies

### Projekte als Drehbuchautor
- 1993: Cool Runnings – Dabei sein ist alles (Cool Runnings)
- 1994: Kleine Giganten (Little Giants)
- 1995: Durchgeknallt und auf der Flucht (Bushwhacked)
- 2000: Brutally Normal (Fernsehserie, zwei Folgen)
- 2002: Snowdogs – Acht Helden auf vier Pfoten (Snow Dogs)
- 2012: The High Road
- 2017: A Thousand Junkies
- 2018: Der Grinch (The Grinch)
- 2022: Der gestiefelte Kater: Der letzte Wunsch (Puss in Boots: The Last Wish) (Stimme)